# Sella Russis
La Sella Russis (in tedesco: Russiskreuz) (Passo di Croce Russis) è una sella di montagna alta 1729 m. nelle Dolomiti altoatesine. È un passaggio dalla Val di Funes (Villnößtal) alla parallela Valle di Eores (Aferer Tal). A est, i pendii protetti nel Parco naturale Puez-Odle si innalzano fino alle Odle di Eores, mentre l'area a ovest sale alla vetta boscosa dell'Hochegg. Amministrativamente si trova nel comune di Funes.
L'attraversamento è reso accessibile alla circolazione automobilistica dalla strada provinciale 163, che parte da Funes (Villnöß). Nella zona boschiva la Sella Russis non è facilmente riconoscibile come spartiacque tra le valli, in quanto la strada sul lato Eores aumenta di altezza.